# Бертольд Цвифальтенский
Бертольд Цвифальтенский (нем. Berthold von Zwiefalten, лат. Bertholdus Zwiweldensis; 1089 или 1090 — 21 мая 1169 или 1170) — немецкий хронист, монах-бенедиктинец,  аббат Цвифальтенского монастыря в Швабии. Автор «Книги о построении Цвифальтенской обители» (лат. Libellus de Constructione Zwivildensis monasterii).

## Жизнь и труды
Родился в 1089 или  1090 году в Вюртемберге в семье служилого министериала. В детском возрасте, не позже 1098 года, поступил в Цвифальтенское аббатство, располагавшееся по Дунаю примерно в 50 км выше г. Ульма близ Ройтлингена и подчинявшееся диоцезу Констанца, и, получив там образование, вступил в юности в орден бенедиктинцев.
В 1117 году пребывал в чешском монастыре Кладрау, основанном двумя годами ранее князем Владиславом I, а в 1135—1137 годах жил в Праге. Вернувшись в 1137 году в Цвифальтен, сменил там в должности кустода монаха Ортлиба, приступившего по настоянию аббата Ульриха к написанию истории монастыря. В 1139 году был избран настоятелем Цвифальтена, но спустя два года, в 1141-м, сведён со своей должности по обвинению в растрате монастырского имущества. Вернув доверие, вновь стал аббатом в 1146/1147 году, занимая эту должность до 1152 года, а затем, после перерыва, снова с 1158-го вплоть до самой своей смерти, наступившей не ранее 21 мая 1169 года, возможно, в 1170 году.
В 1137—1138 годах продолжил монастырскую хронику, составлявшуюся бывшим кустодом Ортлибом на основании местных анналов, а также трудов Фрутольфа из Михельсберга, Эккехарда из Ауры, Бернольда из Констанца и Бонизо из Сутри, изложив историю обители начиная с основания её в 1089 году, а позже дополнив сведениями за 1140—1163 годы. Вступил при этом в конфликт с Ортлибом, закончившийся переездом последнего в Норесхаймское аббатство Святых Ульриха и Афры, подчинявшееся Аугсбургской епархии (Баден-Вюртемберг), где тот вскоре получил должность настоятеля.
Труд Бертольда, получивший название «Книги о построении Цвифальтенской обители» (лат. Libellus de Constructione Zwivildensis monasterii), по построению своему несколько отличается от хроники Ортлиба. Несмотря на то, что значительную часть его текста занимают перечни знатных вкладчиков и их даров, местами он скорее напоминает памфлет, направленный против императора Генриха IV. Помимо церковных и монастырских дел, значительное внимание в хронике уделяется правлению германского короля Генриха V (1106—1125) и польского князя Болеслава III Кривоустого (1102—1138). Хотя составлялась она, по-видимому, в основном для внутреннего пользования, она вскоре получила известность среди образованных современников, в частности, ею пользовался в качестве источника Оттон Фрейзингский.
«Цвифальтенская хроника» сохранилась в восьми рукописях, семь из которых являются поздними бумажными копиями XVI—XVII вв., и лишь старейшая пергаментная, относящаяся к середине XII века и ныне хранящаяся в собрании Земельной библиотеки Вюртемберга в Штутгарте, предположительно является автографической.
Научное издание хроники вышло в 1852 году в Ганновере под редакцией немецкого историка Генриха Фридриха Отто Абеля, включившего её вместе с «Цвифальтенскими анналами» в 10-й том «Памятников германской истории» (серия Scriptores in Folio). Заново отредактированная академическая публикация хроники выпущена была в 1941 году в Берлине и Штутгарте американским филологом-германистом Луитпольдом Валлахом, совместно с немецкими историком Эрихом Кёнигом и архивистом Карлом Отто Мюллером, и в 1978 году переиздана в Зигмарингене .

## Издания
- Bertholdi Liber de Constructione monasterii Zwivildensis. Edente H. Fr. Ottone Abel. — Monumenta Germaniae Historica. — Tomus X. — Hannover, 1852. — pp. 93–124. — (Scriptores in Folio).
- Die Zwiefalter Chroniken Ortliebs und Bertholds, hrsg. von Luitpold Wallach, Erich König, Karl Otto Müller // Schwäbische Chroniken der Stauferzeit. — Band 2. — Stuttgart; Berlin: W. Kohlhammer, 1941. Переизд.: Sigmaringen: Thorbecke, 1978. — S. 136–286. — ISBN 3-7995-6041-6.